# シイラ (ウェブブラウザ)
シイラ (Shiira) は、Mac OS X上で動作するオープンソースのウェブブラウザ。WebKitフレームワークを使用したCocoaアプリケーションであり、AppleのSafariよりも使いやすいブラウザとなることを目指していた。シイラの簡易版であり、Dashboard用のウィジェットであるシイラ miniもある。標準では日本語と英語の2カ国語に対応しているが、公式サイトより言語リソースをダウンロードすることで他の言語も利用できた。

## 概要
2007年4月23日、長らくβ版であったShiira2.0の正式版がリリース。尚多くの不具合が報告されているが、こまめに修正されていた。なお、LeopardやSafari 3をインストールしてある環境では一部機能が動作しないなどの不具合がある。また、2007年7月18日のバージョン2.2公開の際には12カ国語のリソースに対応した。また、アプリケーション内部で使用されている黒パネルは、派生物としてHMBlkAppKitとして公開されている。その後、開発は停止されていたが、2010年11月29日に開発者のブログにおいてシイラプロジェクトの再開が表明された。

## 主な機能
Safariと機能は類似しているが、独自に追加された機能として以下のようなものがある。
- タブをExposéのようなスタイルで一覧表示するTab Exposé機能
- SafariとFirefoxのブックマークを呼び出し、Shiiraのブックマークとして利用する（ただし書き込みは不可）
- 表示中ページをPDFとしてプリントする
- HTMLのソースコードを色分け表示
- Webページを解析するインスペクタを搭載